# Pierce O’Leary
Pierce O’Leary (* 5. November 1959 in Dublin) ist ein ehemaliger irischer Fußballspieler.

## Karriere

### Verein
Pierce O’Leary wurde 1959 in Dublin geboren. Seine Fußballkarriere begann er 1977 bei den Shamrock Rovers. Mit den Rovers gewann er 1978 den irischen Pokal im Finale gegen die Sligo Rovers. In der zweiten Jahreshälfte spielte der Defensivspieler für Philadelphia Fury in der North American Soccer League. Danach kehrte er zurück nach Dublin. Nach drei Spielzeiten wechselte O’Leary nach Kanada zu den Vancouver Whitecaps in die NASL. Als die NASL 1984 aufgelöst wurde und die Whitecaps ihren Spielbetrieb eingestellt hatten, wechselte er im November 1984 für £50.000 zu Celtic Glasgow. Sein Debüt gab er am 30. Januar 1985 gegen Hamilton Academical im Pokal. Mit Celtic gewann er in den folgenden vier Jahren einmal die Meisterschaft und den Pokal. Insgesamt spielte O’Leary für die Bhoys in 51 Partien (40 Ligaspiele) und erzielte dabei 7 Tore (1 Ligator). Am Ende der Saison 1987/88 beendete er seine Karriere.

### Nationalmannschaft
Pierce O’Leary absolvierte während seiner Zeit bei den Shamrock Rovers von 1979 bis 1980 sieben Länderspiele für die irische Fußballnationalmannschaft.

## Familie
Pierce O’Leary ist der um ein Jahr jüngere Bruder des ehemaligen Fußballspielers David O’Leary der zwischen 1975 und 1993 über 700 Pflichtspiele für den FC Arsenal absolviert hatte. Sein Sohn Ryan O’Leary (* 1987) ist ebenso Fußballprofi.

## Erfolge
mit den Shamrock Rovers:
- Irischer Pokalsieger (1): 1978

mit Celtic Glasgow:
- Schottischer Meister (1): 1986
- Schottischer Pokalsieger (1): 1985